# Nicola di Salm
Nicola di Salm (Vielsalm, 1459 – Marchegg, 4 maggio 1530) è stato un nobile e condottiero tedesco (Feldherr) per conto del Sacro Romano Impero. La sua più grande vittoria fu quella ottenuta a Vienna durante il primo assedio da parte degli Ottomani nel 1529.

## Biografia
Nicola di Salm fu un membro della linea di Lussemburgo del casato di Salm, figlio maschio più giovane di Giovanni IV, conte di Salm e barone di Viviers (1431 - 1485), e della moglie Margherita di Sierck (1437 - 1520).
All'età di diciassette anni, nel 1476, Nicola partecipò alla battaglia di Morat, contro Carlo il Temerario, duca di Borgogna. Nel 1488 combatté nelle Fiandre e venne nominato colonnello imperiale tre anni più tardi. Nel 1509 combatté in Italia al comando di Georg von Frundsberg e conquistò l'Istria. Nella battaglia di Pavia del 1525, Nicola di Salm giocò un ruolo fondamentale nel riuscire a far prigioniero re Francesco I di Francia. L'anno successivo egli soffocò la rivolta dei contadini in Tirolo e conquistò Schladming.
Nel 1529, quando aveva ormai settanta anni, gli venne chiesto di organizzare la difesa di Vienna durante il primo assedio da parte degli ottomani, cosa che riuscì a portare a compimento con grande maestria. Durante l'assedio venne ferito da una pietra e morì pochi mesi dopo per le ferite riportate.
La sua scultura funebre, ad opera di Loy Hering, è ancora visibile nella Votivkirche di Vienna.

## Matrimonio e discendenza
Il 18 giugno 1502 sposò Elisabetta di Rogendorff, da cui ebbe:
- Nicola II, conte di Salm-Neuburg (1503 - 1550), sposò in prime nozze Emilia di Eberstein e in seconde nozze Margherità Széczy de Felsőlendva;
- Volfango (m. 1555), vescovo di Passavia;
- Cristoforo (m. 1528);
- Margherita (1510 circa - 1573), sposò Enrico IV Reuss di Plauen, burgravio di Meißen;
- Anna, sposò Wenzel Mezirzitzky von Lomnitz;
- Elisabetta (1520 - 1557), sposò il conte Cristoforo II di Sankt-Georgen e Bösing e successivamente il barane Adam Hofmann von Grünbühel.

## Onorificenze e cultura di massa
Nicola di Salm è la figura centrale del romanzo Die Wiederkehr dell'autore tedesco contemporaneo Wolfgang Hohlbein.
Egli inoltre compare nel racconto The Shadow of the Vulture, di Robert E. Howard, nel quale è conoscente e ancora rispetta il decaduto cavaliere di Kalmbach.
Con il nome di "Von Salm" egli un personaggio del romanzo Il re pescatore di Tim Powers.